# Dendronephthya cirsium
Dendronephthya cirsium är en korallart som beskrevs av Kükenthal 1905. Dendronephthya cirsium ingår i släktet Dendronephthya och familjen Nephtheidae. Inga underarter finns listade i Catalogue of Life.